# Denis Korobkov
Denis Korobkov (7 de marzo de 1977) es un deportista kirguís que compitió en judo. Ganó una medalla de bronce en el Campeonato Asiático de Judo de 1999 en la categoría de –73 kg.

## Palmarés internacional
| Campeonato Asiático | Campeonato Asiático | Campeonato Asiático | Campeonato Asiático |
| Año                 | Lugar               | Medalla             | Categoría           |
| ------------------- | ------------------- | ------------------- | ------------------- |
| 1999                | Wenzhou (China)     | Medalla de bronce   | –73 kg              |